# Podilśke (rejon kamieniecki)
Podilśke (ukr. Подільське) – wieś na Ukrainie, w obwodzie chmielnickim, w rejonie kamienieckim, w hromadzie Stara Uszyca. W 2001 liczyła 828 mieszkańców.